# (585) Bilqis
(585) Bilqis es un asteroide perteneciente al cinturón de asteroides descubierto el 16 de febrero de 1906 por August Kopff desde el observatorio de Heidelberg-Königstuhl, Alemania.
Lleva el nombre que tiene la reina de Saba en el Corán.